# Trypanosoma siniperca
Trypanosoma siniperca – kinetoplastyd z rodziny świdrowców należący do królestwa Protista.
Pasożytuje w osoczu krwi ryb Siniperca chuatsi z rodziny skalnikowatych. Świdrowiec ten we krwi ryb występuje w formie trypomastigota. Jest to pasożyt  kształtu wydłużonego. Długość ciała waha się w zakresie 27,14–34,56 μm, średnia szerokość wynosi 1,57 μm. Posiada jedną wić, która ma długość od 10,31 do 11,98 μm. Błona falująca dobrze rozwinięta o szerokości 0,5–0,8 μm.
W cytoplazmie występuje kilka wakuoli. Jądro jest wydłużone owalnego kształtu na końcach. Kinetoplast jest relatywnie duży 0,50×0,61 μm, owalny i jest usytuowany w pobliżu przedniego końca ciała.
Występuje na terenie Chin w Azji.
Badania molekularne wykazują, że do gatunku tego powinno się włączyć świdrowca o nieustalonej formalnie pozycji taksonomicznej określanego jako Trypanosoma sp. Carpio – pasożyta karpia. Ponadto jest on bardzo blisko spokrewniony ze świdrowcem Trypanosoma ophiocephali, podczas gdy od pozostałych przedstawicieli rodzaju dzieli te dwa gatunki nieco większa odległość ewolucyjna. Bliskość ta jest tak duża, że niektórzy badacze sugerują, aby uważać je za jeden gatunek pasożytujący na odmiennych gatunkach (T. ophiocephali jest pasożytem ryby Ophiocephalus argus).